# Сод
Сод (фр. Sode, окс. Sòda) — коммуна во Франции, находится в регионе Юг — Пиренеи. Департамент — Верхняя Гаронна. Входит в состав кантона Баньер-де-Люшон. Округ коммуны — Сен-Годенс.
Код INSEE коммуны — 31549.

## География

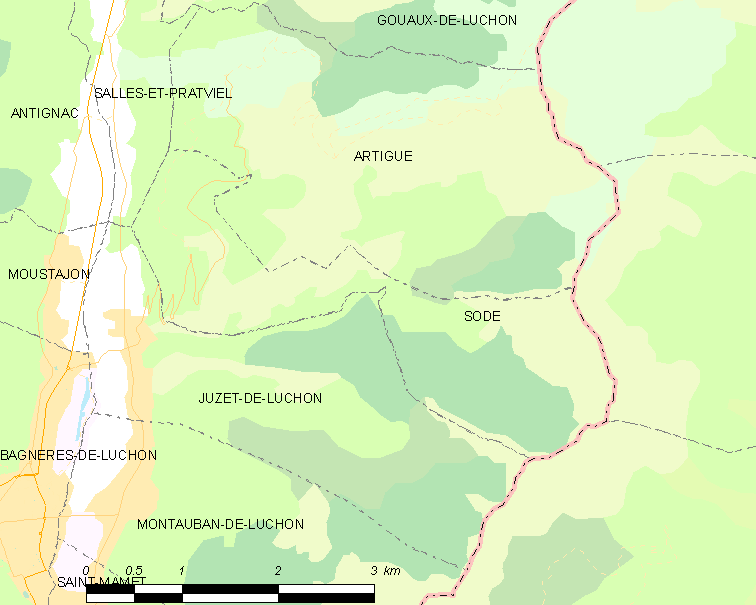
Карта коммуны

Коммуна расположена приблизительно в 690 км к югу от Парижа, в 115 км к юго-западу от Тулузы.

## Климат
Климат умеренно-океанический. Зима мягкая и снежная, весна характеризуется сильными дождями и грозами, лето сухое и жаркое, осень солнечная. Преобладают сильные юго-восточные и северо-западные ветры.

## Население
Население коммуны на 2010 год составляло 25 человек.
| 1962 | 1968 | 1975 | 1982 | 1990 | 1999 | 2010 |
| ---- | ---- | ---- | ---- | ---- | ---- | ---- |
| 27   | 25   | 32   | 28   | 18   | 19   | 25   |

## Администрация
| Период | Период | Фамилия        | Партия | Примечания |
| ------ | ------ | -------------- | ------ | ---------- |
| 2001   | 2014   | Кристин Ламора |        |            |
| 2014   | 2020   | Огюстен Аджадж |        |            |

## Экономика
В 2010 году среди 14 человек трудоспособного возраста (15—64 лет) 9 были экономически активными, 5 — неактивными (показатель активности — 64,3 %, в 1999 году было 83,3 %). Из 9 активных жителей работали 9 человек (4 мужчины и 5 женщин), безработных не было. Среди 5 неактивных 1 человек был учеником или студентом, 4 — пенсионерами, 0 были неактивными по другим причинам.

## Фотогалерея

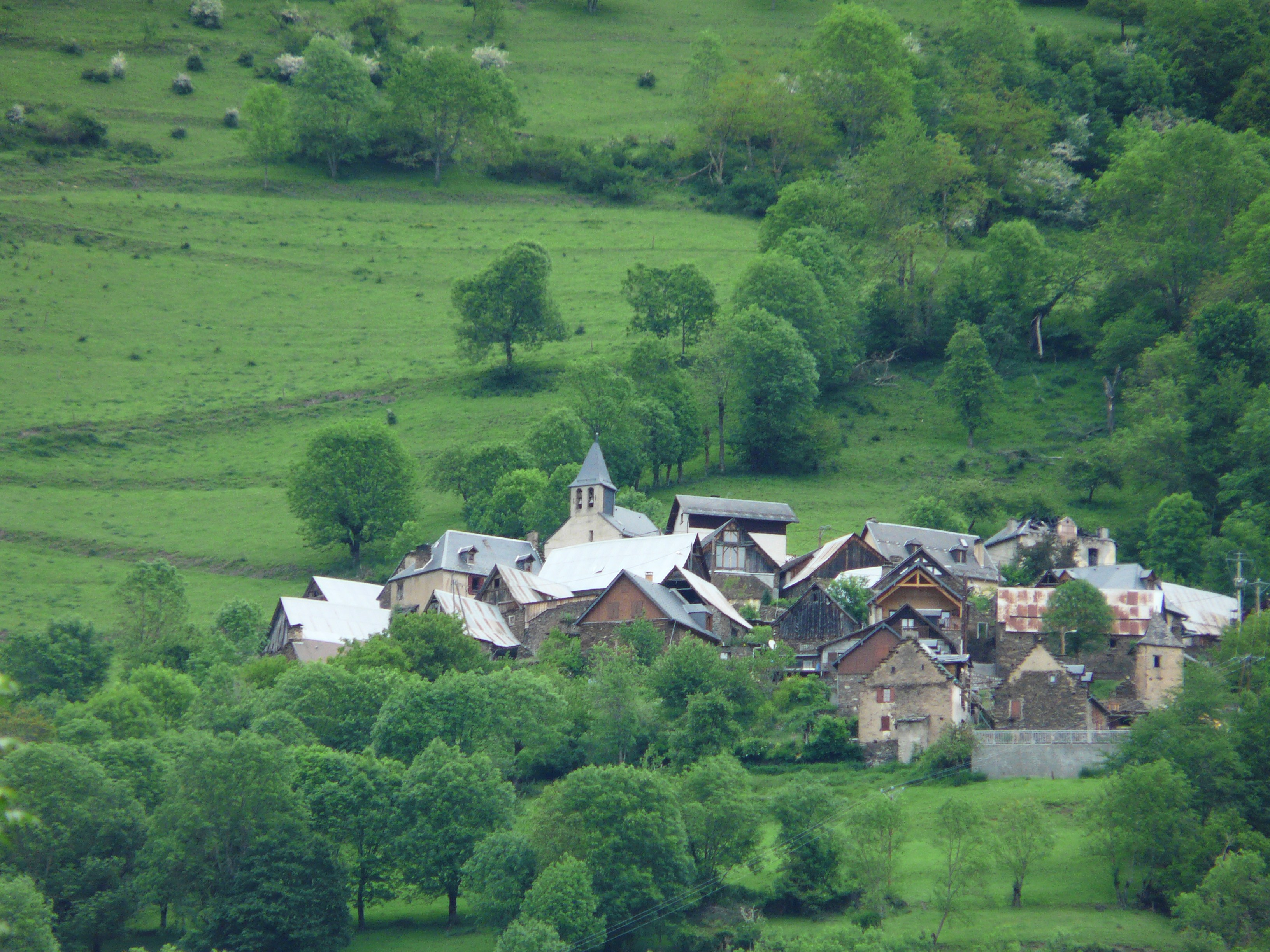
Сод
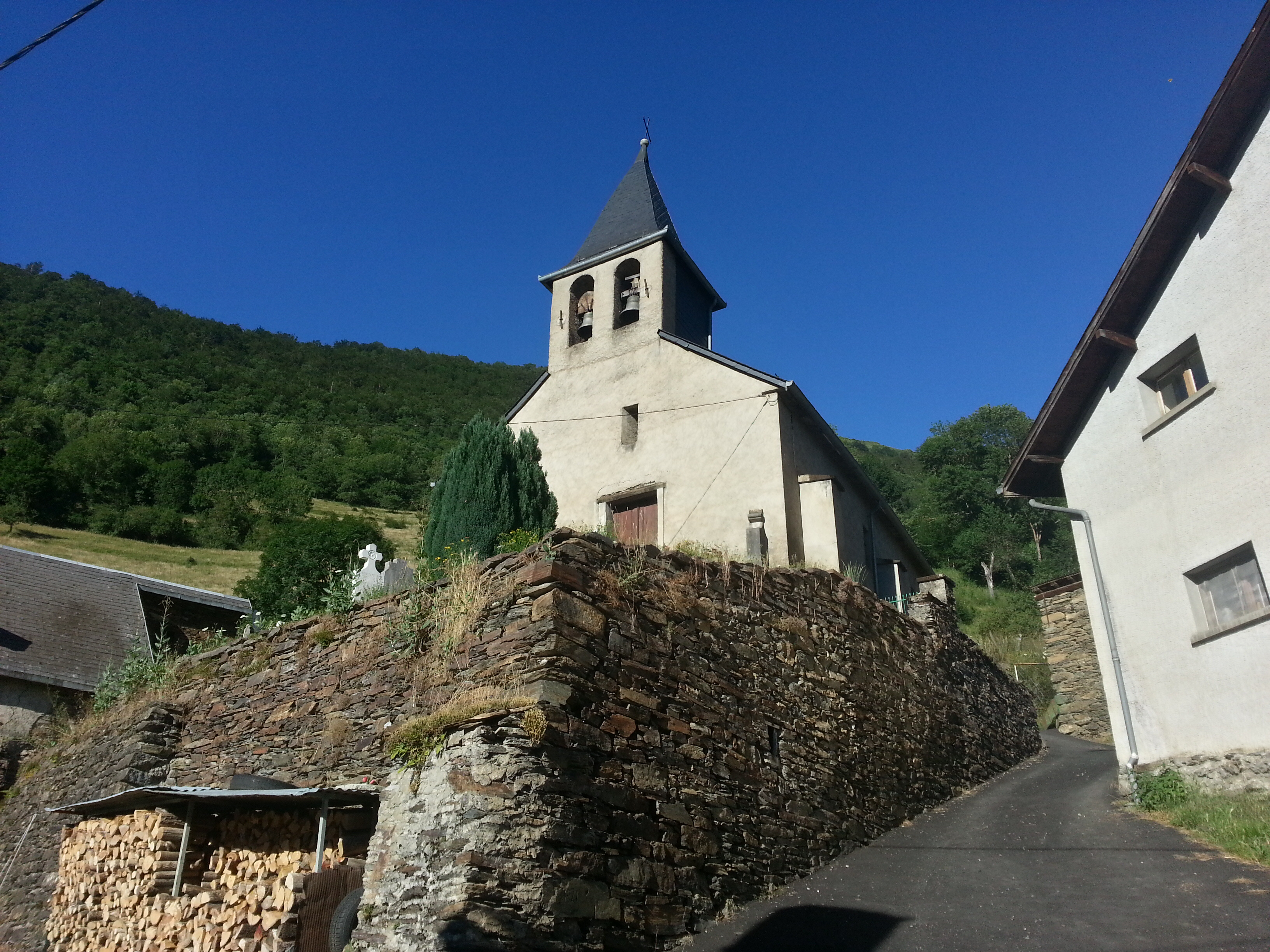
Церковь
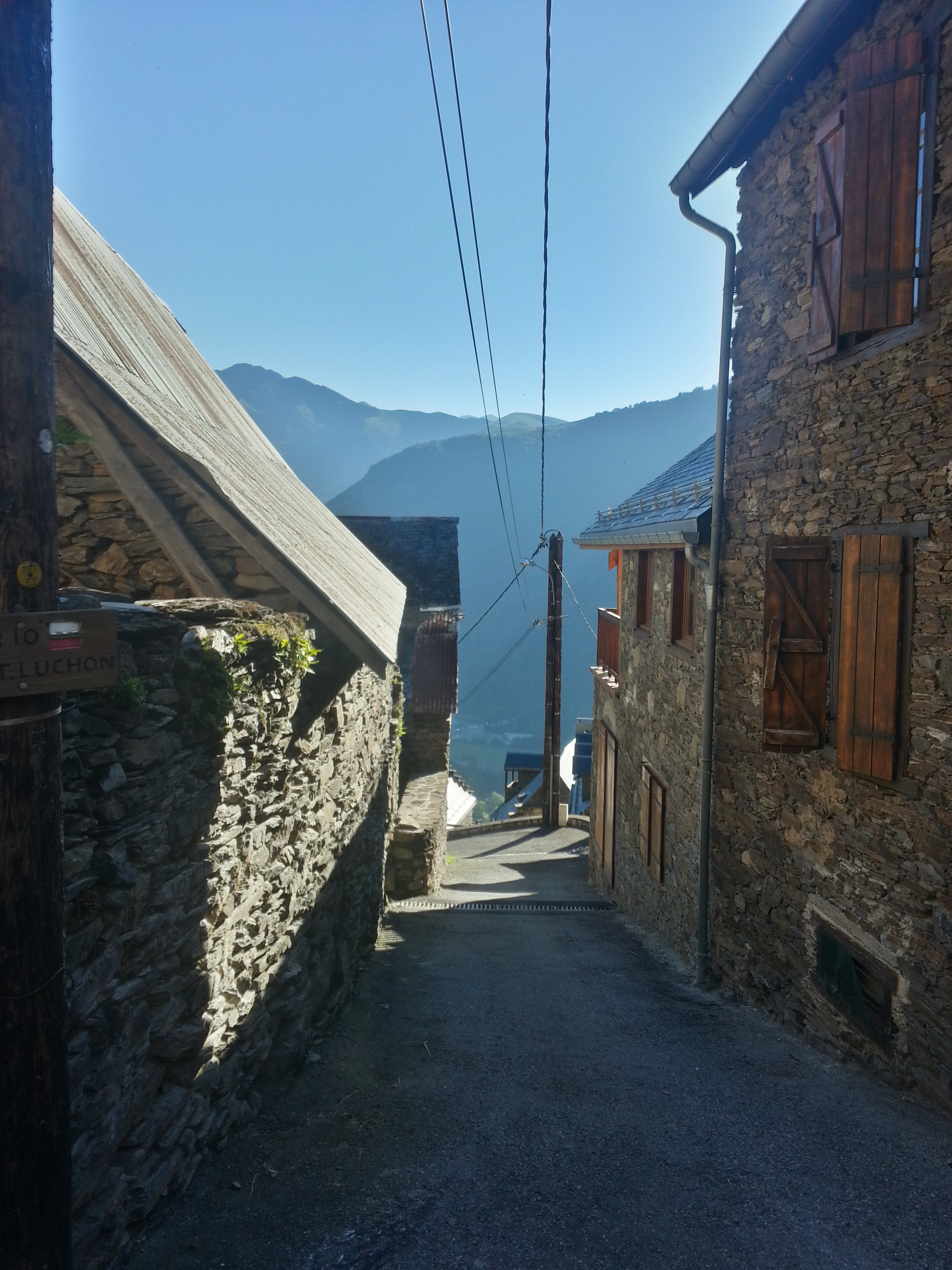
Сод
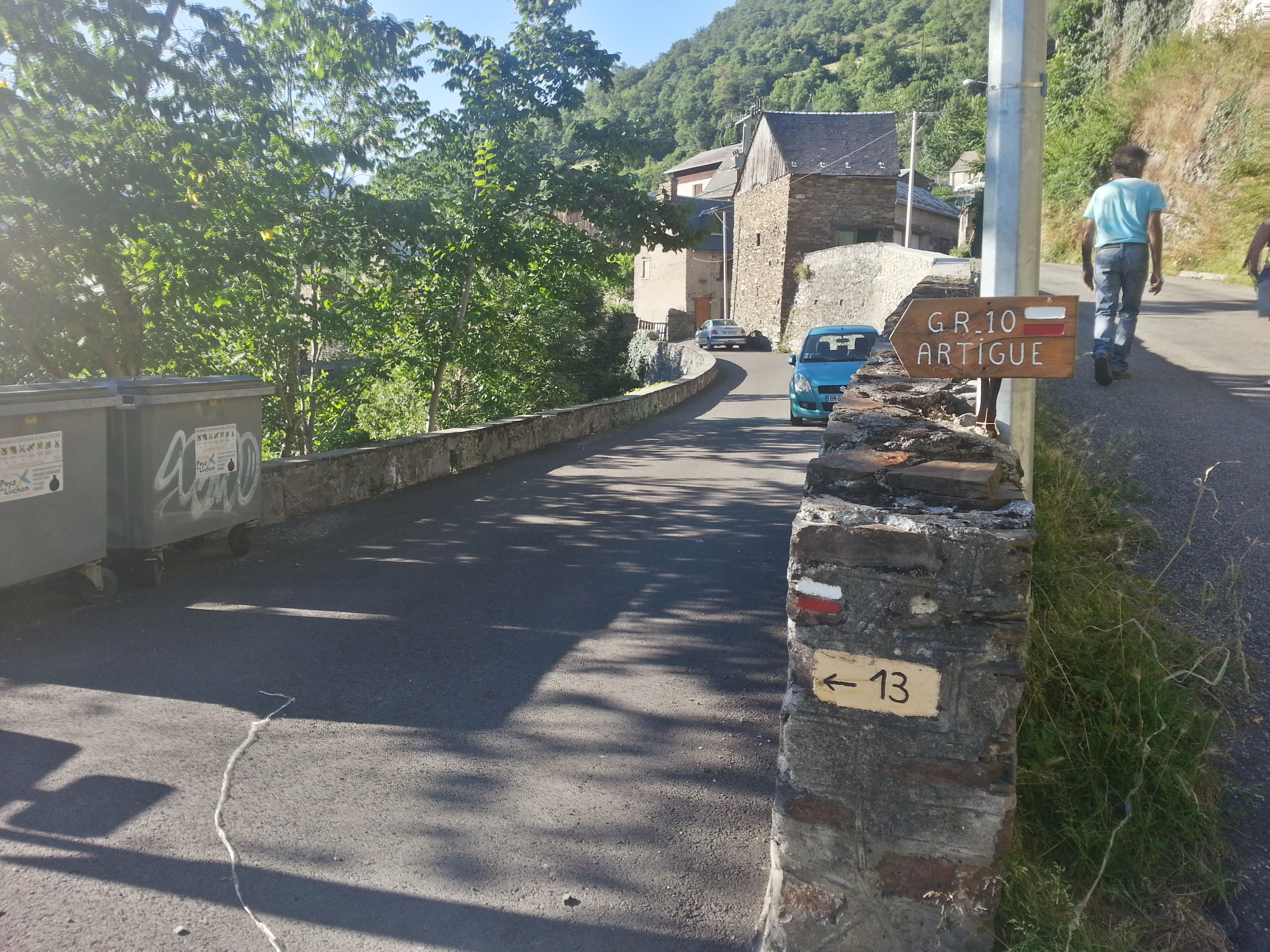
Сод
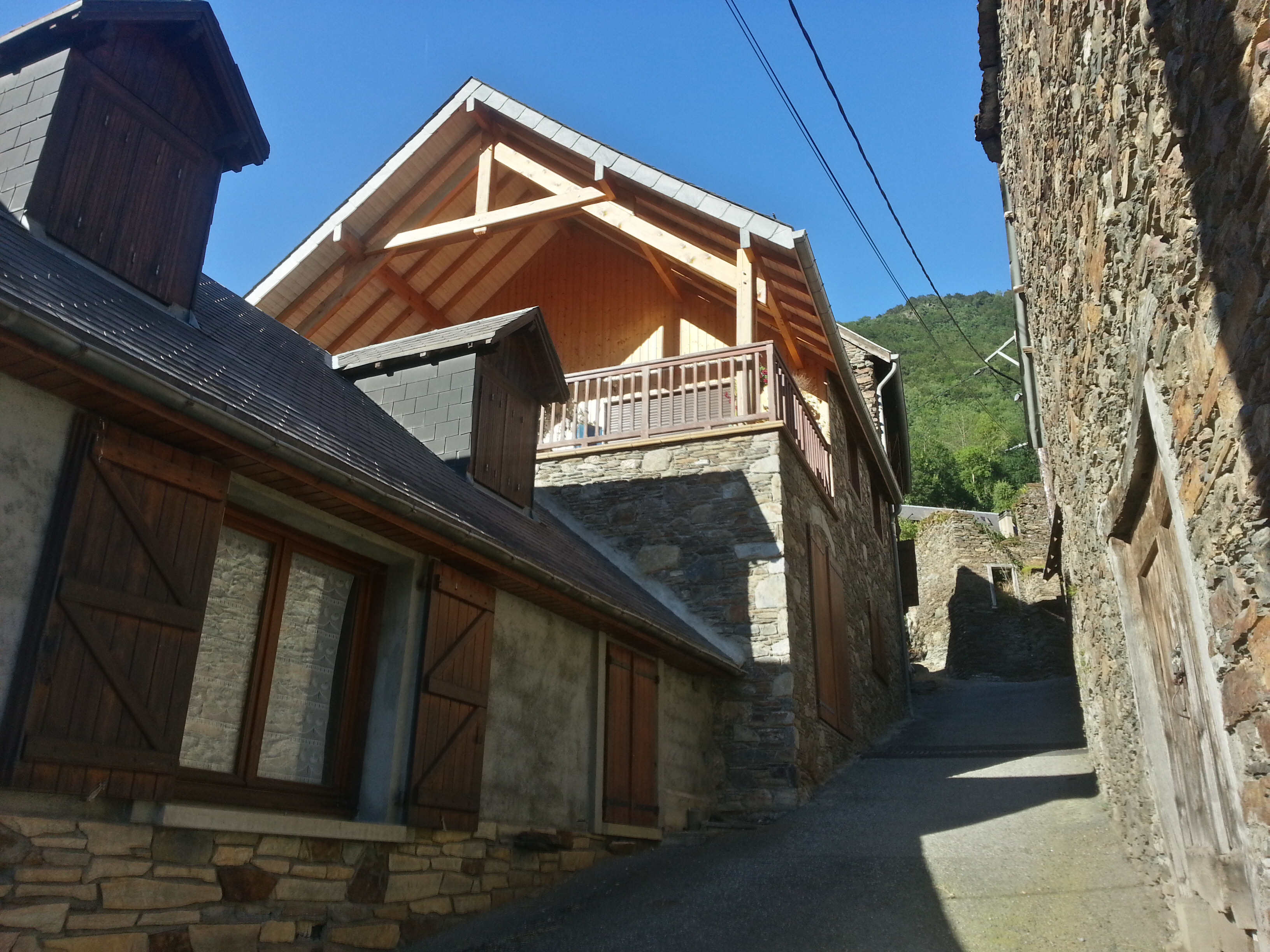
Сод